# 브라이언 래펄스키
브라이언 크리스토퍼 래펄스키(영어: Brian Christopher Rafalski, 1973년 9월 28일~)는 미국의 은퇴한 아이스하키 선수로 포지션은 수비수이다. 스웨덴 아이스하키 리그인 엘리트세리엔의 브뤼네스 IF에서 프로 선수 생활을 시작했으며, 핀란드 SM-리가를 거쳐 내셔널 하키 리그(NHL)의 뉴저지 데블스와 디트로이트 레드윙스에서 뛰었다. 그는 NHL에서 활약하면서 스탠리 컵 파이널에 5번 진출하였고, 그 중 3번 우승을 차지했다. 
미국 국가대표팀 선수로 활동하여 올림픽 3회, 세계 선수권 대회 1회 월드컵 1회 참가했고, 올림픽 은메달 2개를 획득했다.